# Jevgenij Medvedev

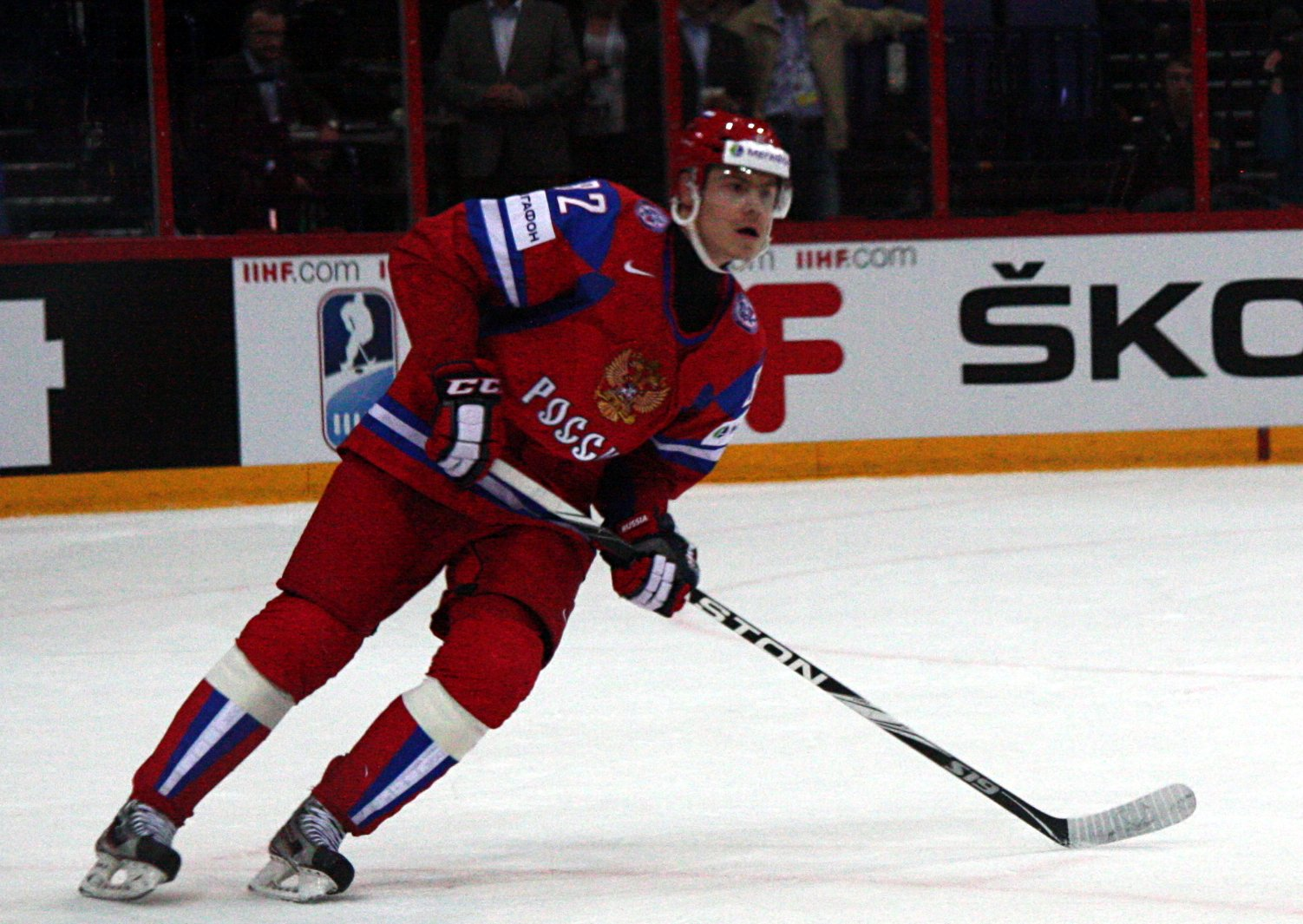
Jevgeny Medvedev mot Finland i semifinalen i IHWC 2012 den 19 maj 2012.

Jevgenij Vladimirovitj Medvedev (ryska: Евге́ний Влади́мирович Медве́дев), född 27 augusti 1982 i Tjeljabinsk, Sovjetunionen, är en rysk ishockeyspelare som säsongen 2015/2016 spelar för Philadelphia Flyers i National Hockey League, NHL. 

## Karriär
Javgenij Medvedev inledde sin karriär som ungdomsspelare i juniorlaget HK Tjelmet Tjeljabinsk. Medvedev spelade även en säsong 1999/2000 för det konkurrerande laget i Tjeljabinsk, Traktor Tjeljabinsk och en säsong 2003/2004 för Metallurg Serov från Serov. 2005 flyttade Medvedev vidare till Severstal Tjerepovets i Tjerepovets där han spelade i Ryska Superligan. Medvedev spelade ytterligare en säsong 2007/2008 i Superligan med Ak Bars Kazan innan KHL startade 2008/2009. Med Ak Bars Kasan erövrade Medvedev Gagarin Cup 2009 och 2010. 2012 och 2013 utsågs Medvedev att ingå i KHL:s All Star-lag.
Javgenij Medvedev har representerat Rysslands herrlandslag i ishockey vidtvå världsmästerskap i ishockey, 2012 och 2013. Vid VM 2012 erövrade Ryssland och Medved världsmästartiteln. Vid VM 2013 slutade laget på sjätte plats.

## Meriter
- KHL Gagarin Cup-vinnare 2009, 2010
- KHL All Star-lag 2012, 2013
- KHL Månadens back 2012, 2013
- Världsmästare i ishockey 2012